# Raimo Summanen
Raimo Olavi Summanen (ur. 2 marca 1962 w Jyväskylä) – fiński hokeista, reprezentant Finlandii, dwukrotny olimpijczyk. Działacz i trener hokejowy.
Jego brat Hannu (ur. 1958) był, bratanek Krister (ur. 1987) jest hokeistą.

## Kariera zawodnicza
- JYP (1979-1981)
- JYP U-20 (1980-1981)
- Kiekkoreipas U20 (1980-1981)
- Kiekkoreipas (1981-1982)
- Ilves (1982-1984)
- Olympiajoukkue (1984)
- Nova Scotia Oilers (1984-1985)
- Edmonton Oilers (1984-1987)
- Vancouver Canucks (1986-1987)
- Fredericton Express (1987-1988)
- Flint Spirits (1988)
- Ilves (1988-1990)
- HPK (1990-1991)
- Ilves (1991-1992)
- TPS (1992-1993)
- Jokerit (1993-1994)
- SC Bern (1994)
- TPS (1994-1995)

Wychowanek klubu JYP. W czasie kariery występował w klubach ligi fińskiej SM-liiga, północnoamerykańskich NHL (pięć sezonów, 161 meczów, 83 punkty, w tym 38 goli i 45 asyst), AHL, IHL oraz szwajcarskiej NLA.
Uczestniczył w turniejach mistrzostw świata w 1983, 1991, 1995, Canada Cup 1987, 1991 oraz zimowych igrzysk olimpijskich 1984, 1992.

## Kariera trenerska
- Finlandia U-18 (1996-1997) – asystent trenera
- Jokerit (1997-2001) – asystent trenera
- Jokerit (2001-2003) – główny trener
- Reprezentacja Finlandii (2003-2004) – główny trener
- Blues (2005-2006) – menedżer generalny
- St. Louis Blues (2006-2007) – skaut
- Rapperswil-Jona Lakers (2008-2009) – główny trener
- Ilves (2009) – konsultant
- Awangard Omsk (2009-2011) – główny trener
- Kiekko-Vantaa (2011) – asystent trenera
- Awangard Omsk (2012) – główny trener
- HIFK (2013-2014) – główny trener
- Awangard Omsk (2014-2015) – główny trener
- Espoo United (2016/2017) – asystent trenera
- HKm Zvolen (2018/2019) – asystent trenera

Po zakończeniu kariery został trenerem. Pracował w fińskich klubach, w lidze NLA oraz w rosyjskiej lidze KHL, gdzie prowadził przez dwa sezony Awangard Omsk w sezonach KHL (2009/2010) i KHL (2010/2011), później po raz drugi do lipca 2012, gdy mając ważny dwuletni kontrakt nieoczekiwanie zrezygnował z funkcji. Od stycznia 2013 trener HIFK. W kwietniu 2014 został po trzeci trenerem Awangardu Omsk. Odszedł z klubu w marcu 2015. W sezonie 2018/2019 pracował w sztabie HKm Zvolen.
Ponadto prowadził kadrę Finlandii w turniejach mistrzostw świata 2004 oraz Pucharu Świata 2004. Pracował też jako menedżer i skaut.

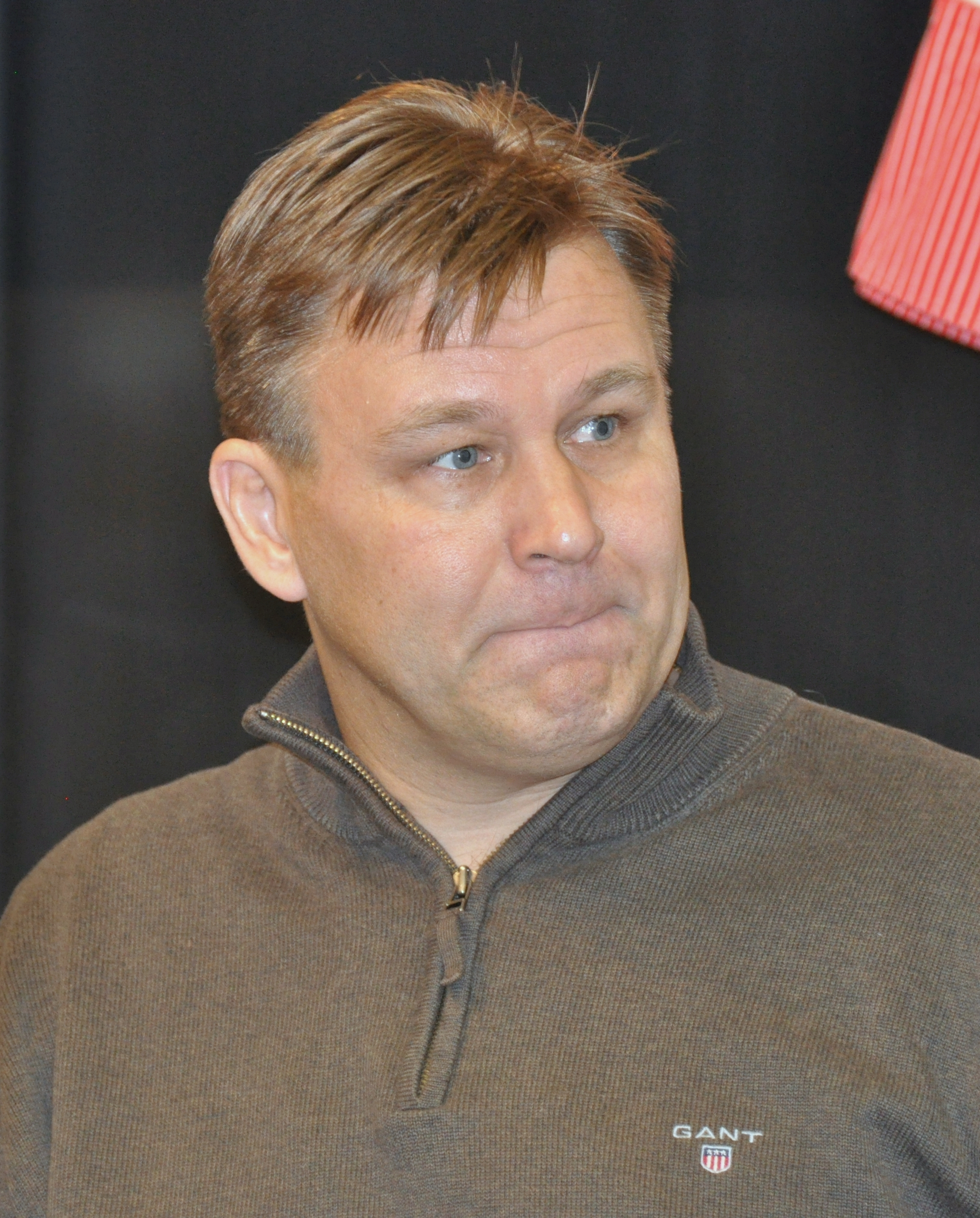
Raimo Summanen (2011)

## Sukcesy
Reprezentacyjne
- Brązowy medal mistrzostw świata juniorów do lat 20: 1982
- Złoty medal mistrzostw świata: 1995

Klubowe
- Brązowy medal mistrzostw Finlandii: 1983, 1989 z Ilves, 1991 z HPK
- Clarence S. Campbell Bowl: 1984, 1985 z Edmonton Oilers
- Presidents’ Trophy: 1986 z Edmonton Oilers
- Puchar Stanleya – mistrzostwo NHL: 1984, 1985 z Edmonton Oilers
- Srebrny medal mistrzostw Finlandii: 1990 z Ilves
- Presidents’ Trophy: 1986 z Edmonton Oilers
- Złoty medal mistrzostw Finlandii: 1993, 1995 z TPS
- Trzecie miejsce w Pucharze Europy: 1995 z TPS

Indywidualne
- Mistrzostwa świata do lat 20 w 1982:
  - Drugie miejsce w klasyfikacji strzelców w sezonie zasadniczym: 7 goli
  - Pierwsze miejsce w klasyfikacji asystentów w turnieju: 9 asyst
  - Pierwsze miejsce w klasyfikacji kanadyjskiej w turnieju: 16 punktów
  - Skład gwiazd
- SM-liiga 1982/1983:
  - Pierwsze miejsce w klasyfikacji strzelców w sezonie zasadniczym: 45 goli (Trofeum Aarnego Honkavaary)
  - Drugie miejsce w klasyfikacji kanadyjskiej w sezonie zasadniczym: 60 punktów
  - Drugie miejsce w klasyfikacji strzelców w fazie play-off: 7 goli
  - Trzecie miejsce w klasyfikacji kanadyjskiej w fazie play-off: 10 punktów
  - Skład gwiazd
- SM-liiga 1983/1984:
  - Skład gwiazd
- Hokej na lodzie na Zimowych Igrzyskach Olimpijskich 1984:
  - Drugie miejsce w klasyfikacji asystentów w turnieju: 6 asyst
  - Siódme miejsce w klasyfikacji kanadyjskiej w turnieju: 10 punktów
- SM-liiga 1988/1989:
  - Trzecie miejsce w klasyfikacji strzelców w sezonie zasadniczym: 35 goli[11]
  - Drugie miejsce w klasyfikacji asystentów w sezonie zasadniczym: 46 asyst
  - Pierwsze miejsce w klasyfikacji kanadyjskiej w sezonie zasadniczym: 81 punktów (Trofeum Veliego-Pekki Ketoli)
  - Skład gwiazd
- SM-liiga 1989/1990:
  - Pierwsze miejsce w klasyfikacji strzelców w sezonie zasadniczym: 39 goli (Trofeum Aarnego Honkavaary)[12]
  - Pierwsze miejsce w klasyfikacji kanadyjskiej w sezonie zasadniczym: 70 punktów (Trofeum Veliego-Pekki Ketoli)
  - Skład gwiazd
- SM-liiga 1992/1993:
  - Drugie miejsce w klasyfikacji kanadyjskiej w fazie play-off: 16 punktów[13]
- Sezon SM-liiga 1992/1993:
  - Drugie miejsce w klasyfikacji strzelców w fazie play-off: 7 goli
  - Piąte miejsce w klasyfikacji kanadyjskiej w fazie play-off: 11 punktów[14]

Szkoleniowe
- Brązowy medal mistrzostw Finlandii: 1998 z Jokeritem
- Srebrny medal mistrzostw Finlandii: 2000 z Jokeritem
- Złoty medal mistrzostw Finlandii: 2003 z Jokeritem
- Srebrny medal Pucharu Świata: 2004 z Finlandią
- Puchar Kontynentu: 2011 z Awangardem

Wyróżnienia
- Galeria Sławy fińskiego hokeja na lodzie (nr 142)
- Trofeum Kaleviego Numminena – najlepszy trener sezonu SM-liiga 2001/2002